# ナンシー・キャロル (1974年生の女優)
ナンシー・キャロル（Nancy Carroll、1974年 - ）は、イギリスの女優。

## 出演作品
- ブラウン神父
- チャーチル/大英帝国の嵐
- 理想の結婚
- アイリス
- ザ・クラウン (ドラマシリーズ)